# Abdelwahab Bouhdiba
Abdelwahab Bouhdiba (arabe : عبد الوهاب بوحديبة), né le 13 août 1932 à Kairouan et mort le 17 décembre 2020 à Tunis, est un universitaire, sociologue et islamologue tunisien.

## Biographie

### Formation et carrière académique
Après des études au collège Sadiki à Tunis et au lycée Janson-de-Sailly de Paris, il poursuit à la Sorbonne des études philosophiques et littéraires qui débouchent en 1959 sur l'agrégation de philosophie et, en 1972, sur un doctorat d'État avec une thèse principale intitulée Islam et sexualité, publiée en 1975 sous le titre de La sexualité en islam,.
Professeur émérite à l'université de Tunis, il est directeur du département de sociologie à la faculté des sciences humaines et sociales de Tunis, directeur général du Centre d'études et de recherches économiques et sociales entre 1972 et 1992, directeur général adjoint de l'Organisation arabe pour l'éducation, la culture et les sciences entre 1991 et 1994, membre du Conseil supérieur islamique tunisien et membre du conseil exécutif de l'Organisation des Nations unies pour l'éducation, la science et la culture (Unesco),.
Professeur invité à l'Institut universitaire de hautes études internationales de l'université de Genève, il est membre du conseil scientifique de la Fondation tunisienne pour la traduction, l'établissement des textes et les études, de l'École tunisienne de philosophie, de l'Académie de langue arabe du Caire, de l'Académie arabe de Damas, vice-président de l'Académie européenne des sciences et des arts et président de l'Académie tunisienne des sciences, des lettres et des arts entre 1995 et 2010, puis membre d'honneur à partir de 2012,.

### Pensées
Chercheur en sociologie et spécialiste de la civilisation islamique, il plaide pour un Islam repensé dans le monde contemporain et pense qu'une lecture rigide, restreinte, adoptée de facto et incompatible du Coran ne peut disséminer que la violence, le refus et la haine de l'autre, le fanatisme et le terrorisme.
Critiquant le discours passéiste, il estime que cette idéologie ne mènera ceux qui l'adoptent nulle part et n'a aucun avenir dans le monde arabo-musulman. Pour faire face à cette vision, il propose l'intégration des valeurs universelles pour une meilleure interprétation humaine du livre sacré.

### Mort
Il meurt le 17 décembre 2020,, à Tunis.

## Décorations et distinctions

### Décorations
- Officier de l'Ordre de la République tunisienne (1969)[18] ;
- Commandeur de l'Ordre tunisien du Mérite (1996)[19] ;
- Officier de l'Ordre français des Arts et des Lettres (1998)[20].

### Distinctions
- Prix Unesco-Sharjah pour la culture arabe (2004)[21] ;
- Prix Ibn Khaldoun pour la promotion des études et des recherches en sciences humaines et sociales (2015)[22] ;
- Prix Tahar-Haddad pour les recherches en humanités (2018)[23].

## Principales publications

### Ouvrages
- Criminalité et changements sociaux en Tunisie, Tunis, Université de Tunis, 1965, 155 p.
- Paul Sebag, Abdelwahab Bouhdiba et Carmel Camilleri, Les préconditions sociales de l'industrialisation dans la région de Tunis, Tunis, Centre d'études et de recherches économiques et sociales, 1968, 191 p.
- La sociologie du développement africain : tendances actuelles de la recherche et bibliographie, Paris, Mouton, 1971, 102 p.
- Public et justice : une étude-pilote en Tunisie, Rome, Institut de recherche des Nations unies sur la défense sociale, 1971, 186 p.
- À la recherche des normes perdues, Tunis, Maison tunisienne de l'édition, 1973, 269 p.
- La sexualité en islam, Paris, Presses universitaires de France, 1975, 320 p.[24].
- Culture et société, Tunis, Université de Tunis, 1978, 277 p.[25].
- Raisons d'être, Tunis, Centre d'études et de recherches économiques et sociales, 1980, 290 p.
- Devoir de science et devoir de développement, Tunis, Centre d'études et de recherches économiques et sociales, 1982.
- Dominique Chevallier, Azzedine Guellouz et André Miquel (dir.), Les Arabes, l'islam et l'Europe, Paris, Flammarion, 1991, 233 p. (ISBN 978-2080664976)[26].
- (ar) لأفهم جدليات المجتمع و الثقافة و الدين [« Comprendre la dialectique de la société et de la religion »], Tunis, Société tunisienne de diffusion,‎ 1992 (réimpr. Tunis, Cérès, 2002)[27].
- L'imaginaire maghrébin : étude de dix contes pour enfants, Tunis, Centre d'études et de recherches économiques et sociales, 1994, 200 p. (ISBN 978-9973190598).
- Les différents aspects de la culture islamique : l'individu et la société en islam, Paris, Unesco, 1994, 480 p. (ISBN 978-9232027429).
- Quêtes sociologiques : continuités et ruptures au Maghreb, Tunis, Centre d'études et de recherches économiques et sociales, 1996, 259 p. (ISBN 9973-19-200-1).
- L'expérience de l'altérité dans les sociétés musulmanes, Paris, L'Arcantère, 2002.
- La culture du Coran : à propos de l'œuvre du cheikh Omar Bouhadiba, Carthage, Beït El Hikma, 2004[28].Texte établi, traduit et commenté par Abdelwahab Bouhdiba
- L'Homme en islam, Tunis, Sud Éditions, 2006, 110 p. (ISBN 978-9973844576).
- Abdelwahab Bouhdiba et Mounira Chapoutot-Remadi, Sur les pas d'Ibn Khaldoun, Tunis, Sud Éditions, 2006, 288 p. (ISBN 978-9973844705)[29].
- Abdelwahab Bouhdiba et Mohamed Masmoudi, Kairouan, la durée, Tunis, Sud Éditions, 2010, 212 p. (ISBN 978-9938010114)[30].
- Entretiens au bord de la mer, Tunis, Sud Éditions, 2010, 271 p. (ISBN 978-9938010183).
- L'information et la communication aujourd'hui : aliénation et libération, Carthage, Beït El Hikma, 2010, 68 p. (ISBN 978-9973491015)[31].
- La culture du parfum en islam, Tunis, Sud Éditions, 2017 (ISBN 978-9938011081)[32].
- L'islam : ouverture et dépassement, Tunis, Sud Éditions, 2018, 97 p. (ISBN 978-9938011180)[33],[34].

### Direction
- L'exploitation du travail des enfants, Paris, Sous-commission de la lutte contre les mesures discriminatoires et de la protection des minorités, 1971.
- La ville arabe dans l'Islam : histoire et mutations, Tunis, Centre d'études et de recherches économiques et sociales, 1982, 571 p.
- (fr + en) Le rationnel et l'irrationnel, Carthage, Beït El Hikma, 2000, 227 p.
- Qu'est-ce que la vie ?, Carthage, Beït El Hikma, 2001, 429 p.
- Les renouvellements de la psychiatrie en Tunisie, Carthage, Beït El Hikma, 2001, 412 p.
- (ar) La culture de l'économie, Carthage, Beït El Hikma, 2002, 416 p.
- Connaissance et sagesse, Carthage, Beït El Hikma, 2003, 412 p.
- Interférences culturelles et écriture littéraire, Carthage, Beït El Hikma, 2003, 408 p.